# Gyretes rosalesi
Gyretes rosalesi is een keversoort uit de familie van schrijvertjes (Gyrinidae). De wetenschappelijke naam van de soort is voor het eerst geldig gepubliceerd in 1980 door Ochs.